# Sezon snookerowy 2015/2016
Sezon snookerowy 2015/2016 – seria turniejów snookerowych rozgrywanych między 15 czerwca 2015 a 2 maja 2016 r.

## Gracze
W sezonie 2015/2016 zagra 128 profesjonalnych zawodników. 64 zawodników z rankingu zarobkowego na koniec poprzedniego sezonu. Kolejne 36 miejsc zostanie obsadzonych z automatu graczami, który w zeszłym roku otrzymali kartę gry na dwa lata. Osiem kolejnych miejsc uzupełnią najlepsi gracze z rankingu europejskich turniejów PTC (European Tour Order of Merit), którzy nie zakwalifikowali się do gry z innej listy.  Czterech najlepszych z cyklu azjatyckich turniejów PTC (Asian Tour Order of Merit), którzy nie zakwalifikowali się do gry z innej listy. Kolejne dwa miejsca zostaną obsadzone zawodnikami z EBSA Qualifying Tour Play-Offs, i kolejne osiem miejsc dla najlepszych zawodników z Q School. Reszta miejsc dla zawodników z turniejów amatorskich i nominowanych dziką kartą.
|  | Międzynarodowe mistrzostwa: 1. Mistrzostwa Świata w snookerze IBSF do lat 21 zwycięzca: Hossein Vafaei 2. Mistrzostwa Europy w snookerze EBSA zwycięzca: Michael Wild 3. Mistrzostwa Europy w snookerze EBSA do lat 21 zwycięzca Darryl Hill 4. Mistrzostwa Azji w snookerze ACBS zwycięzca: Hamza Akbar 5. Mistrzostwa Azji w snookerze ACBS do lat 21 zwycięzca: Akani Songsermsawad Nominacje: 1. Amerykańska nominacja: Itaro Santos 2. Afrykańska nominacja: Hatem Yassen 3. Australijska nominacja: Vinnie Calabrese European Tour Order of Merit 1. Chris Wakelin 2. Fraser Patrick 3. Noppon Saengkham 4. Jamie Cope 5. Jimmy White 6. Allan Taylor 7. Nigel Bond 8. James Cahill | EBSA Qualifying Tour Play-Offs 1. Sanderson Lam 2. Martin O’Donnell Asian Tour Order of Merit 1. Ross Muir 2. Sean O’Sullivan 3. Zhang Yong 4. Alfred Burden Q School 1. Sydney Wilson 2. Daniel Wells 3. Eden Szaraw 4. Rhys Clark 5. Jason Weston 6. Gareth Allen 7. Duane Jones 8. Paul Davison Specjalna nominacja: 1. Igor Figueiredo |

## Kalendarz
Kalendarz najistotniejszych (w szczególności rankingowych) turniejów snookerowych w sezonie 2015/2016.

| Daty  | Daty  | Gospodarz | Nazwa turnieju                    | Miejsce                               | Miasto     | Zwycięzca          | Drugie miejsce    | Wynik | Przypisy |
| ----- | ----- | --------- | --------------------------------- | ------------------------------------- | ---------- | ------------------ | ----------------- | ----- | -------- |
| 07.05 | 10.05 | Austria   | Vienna Snooker Open               | 15 Reds Köö Wien Snooker Club         | Wiedeń     | Peter Ebdon        | Mark King         | 5–3   | [ 12 ]   |
| 15.06 | 21.06 | Chiny     | World Cup                         | Wuxi City Sports Park Stadium         | Wuxi       | Chiny B            | Szkocja           | 4–1   | [ 13 ]   |
| 29.06 | 05.07 | Australia | Australian Goldfields Open        | Bendigo Stadium                       | Bendigo    | John Higgins       | Martin Gould      | 9–8   |          |
| 15.07 | 19.07 | Anglia    | Pink Ribbon                       | The Capital Venue                     | Gloucester | Ronnie O’Sullivan  | Darryn Walker     | 4–2   |          |
| 29.07 | 02.08 | Łotwa     | European Tour – Turniej 1         | Arena Riga                            | Ryga       | Barry Hawkins      | Tom Ford          | 4–1   |          |
| 26.08 | 30.08 | Niemcy    | European Tour – Turniej 2         | Stadhalle                             | Fürth      | Allister Carter    | Shaun Murphy      | 4–3   |          |
| 07.09 | 12.09 | Tajlandia | Six-red World Championship        | Fashion Island Shopping Mall          | Bangkok    | Thepchaiya Un-Nooh | Liang Wenbo       | 8–2   |          |
| 14.09 | 20.09 | Chiny     | Shanghai Masters                  | Shanghai Grand Stage                  | Szanghaj   | Kyren Wilson       | Judd Trump        | 10–9  |          |
| 07.10 | 11.10 | Niemcy    | European Tour – Turniej 3         | RWE-Sporthalle                        | Mülheim    | Rory McLeod        | Tian Pengfei      | 4–2   |          |
| 19.10 | 23.10 | Chiny     | Asian Tour – Turniej 1            | Haining Sports Center                 | Haining    | Ding Junhui        | Ricky Walden      | 4–3   |          |
| 25.10 | 01.11 | Chiny     | International Championship        | Baihu Media Broadcasting Centre       | Daqing     | John Higgins       | David Gilbert     | 10–5  |          |
| 04.11 | 08.11 | Bułgaria  | European Tour – Turniej 4         | Universiada Hall                      | Sofia      | Mark Allen         | Ryan Day          | 4–0   |          |
| 10.11 | 15.11 | Anglia    | Champion of Champions             | Ricoh Arena                           | Coventry   | Neil Robertson     | Mark Allen        | 10–5  |          |
| 16.11 | 21.11 | Hongkong  | General Cup                       | General Snooker Club                  | Hongkong   | Marco Fu           | Mark Williams     | 7–3   |          |
| 24.11 | 06.12 | Anglia    | UK Championship                   | Barbican Centre                       | York       | Neil Robertson     | Liang Wenbo       | 10–5  |          |
| 09.12 | 13.12 | Gibraltar | European Tour – Turniej 5         | Tercentenary Sports Hall              | Gibraltar  | Marco Fu           | Michael White     | 4-1   |          |
| 10.01 | 17.01 | Anglia    | Masters                           | Alexandra Palace                      | Londyn     | Ronnie O’Sullivan  | Barry Hawkins     | 10-1  |          |
| 30.01 | 31.01 | Anglia    | World Seniors Championship        | Preston Guild Hall                    | Preston    | Mark Davis         | Darren Morgan     | 2-1   |          |
| 03.02 | 07.02 | Niemcy    | German Masters                    | Tempodrom                             | Berlin     | Martin Gould       | Luca Brecel       | 9-5   |          |
| 12.02 | 14.02 | Anglia    | Shoot Out                         | Hexagon Theatre                       | Reading    | Robin Hull         | Luca Brecel       | 1-0   |          |
| 15.02 | 21.02 | Walia     | Welsh Open                        | Motorpoint Arena                      | Cardiff    | Ronnie O’Sullivan  | Neil Robertson    | 9-5   |          |
| 26.02 | 28.02 | Polska    | European Tour – Turniej 6         | Gdynia Arena                          | Gdynia     | Mark Selby         | Martin Gould      | 4-1   |          |
| 04.01 | 03.03 | Anglia    | Championship League               | Crondon Park Golf Club                | Crondon    | Judd Trump         | Ronnie O’Sullivan | 3-2   |          |
| 08.03 | 13.03 | Walia     | World Grand Prix                  | Venue Cymru                           | Llandudno  | Shaun Murphy       | Stuart Bingham    | 10-9  |          |
| 22.03 | 26.03 | Anglia    | Players Tour Championship – Finał | EventCity                             | Manchester | Mark Allen         | Ricky Walden      | 10-6  |          |
| 28.03 | 03.04 | Chiny     | China Open                        | Beijing University Students Gymnasium | Pekin      | Judd Trump         | Ricky Walden      | 10-4  |          |
| 16.04 | 02.05 | Anglia    | Mistrzostwa Świata                | Crucible Theatre                      | Sheffield  | Mark Selby         | Ding Junhui       | 18-14 |          |

| Turnieje rankingowe               |
| Turnieje PTC, rankingowe          |
| Inne turnieje, nierankingowe      |
| Inne ważne turnieje nierankingowe |

## Przyznawane nagrody pieniężne w turniejach
| Nazwa turnieju             | O 148 | O 128 | O 96 | O 80   | O 64   | O 48   | O 32    | O 16    | Ćwierćfinał | Półfinał | Finalista | Zwycięzca |
| -------------------------- | ----- | ----- | ---- | ------ | ------ | ------ | ------- | ------- | ----------- | -------- | --------- | --------- |
| Australian Goldfields Open | –     | £0    | £250 | –      | £500   | £1 000 | £4 500  | £6 000  | £8 500      | £10 000  | £16 000   | £37 500   |
| Shanghai Masters           | -     | £0    | £500 | –      | £2 000 | £3 000 | £6 000  | £8 000  | £12 000     | £19 500  | £35 000   | £85 000   |
| International Championship | –     | £0    | –    | –      | £4 000 | -      | £7 000  | £12 000 | £17 500     | £30 000  | £65 000   | £125 000  |
| UK Championship            | –     | £0    | –    | –      | £4 000 | –      | £9 000  | £12 000 | £20 000     | £30 000  | £70 000   | £150 000  |
| German Masters             | –     | £0    | –    | -      | £1 500 | -      | £3 000  | £3 750  | £7 500      | £15 000  | £26 250   | £60 000   |
| Welsh Open                 | –     | £0    | –    | -      | £2 000 | -      | £3 000  | £5 000  | £10 000     | £20 000  | £30 000   | £60 000   |
| China Open                 | –     | £0    | –    | -      | £4 000 | -      | £6 500  | £8 000  | £12 500     | £21 000  | £35 000   | £85 000   |
| European Tour 1-6          | –     | £0    | –    | -      | £525   | -      | £900    | £1 725  | £3 000      | £4 500   | £9 000    | £18 750   |
| Asian Tour 1               | –     | £0    | –    | -      | £400   | -      | £800    | £1 300  | £1 750      | £3 500   | £6 500    | £13 500   |
| PTC - Finał                | –     | -     | –    | -      | -      | -      | £4 000  | £7 000  | £12 500     | £20 000  | £38 000   | £100 000  |
| Mistrzostwa Świata         | £0    | –     | –    | £6 600 | –      | £9 900 | £13 500 | £22 000 | £33 000     | £66 000  | £137 500  | £330 000  |